# Lathrolestes bulbus
Lathrolestes bulbus är en stekelart som beskrevs av Barron 1994. Lathrolestes bulbus ingår i släktet Lathrolestes och familjen brokparasitsteklar. Inga underarter finns listade i Catalogue of Life.